# Maurice Courage
Maurice Courage (* 27. Juni 1926 in Chazelles-sur-Lyon; † 21. November 2021 ebenda) war ein französischer Diplomat.

## Leben
Maurice Courage war der Sohn eines Färbers. Er besuchte die Schulen Collège Saint-Thomas d’Aquin in Lyon und Lycée Champollion in Grenoble. Danach machte er einen Studienabschluss an der École nationale de la France d’Outre-Mer.
Courage war von 1949 bis 1958 als Staatsbediensteter im damals französischen Tschad tätig. Über diese Zeit veröffentlichte er im Selbstverlag Erinnerungen unter dem Titel Berbérés. Souvenirs d’un Administrateur au Tchad. Er war 1959 Praktikant am Zentrum für praktische Studien in modernem Arabisch im Libanon und erwarb ein Arabisch-Diplom. Er arbeitete 1960 für kurze Zeit für das Ministerium für Finanzen und wirtschaftliche Angelegenheiten, bis er in das Außenministerium wechselte. Dort wurde er im diplomatischen Dienst eingesetzt.
Courage war von 1961 bis 1964 Erster Sekretär an der französischen Botschaft in Mauretanien. Im Jahr 1965 arbeitete er in der Hauptverwaltung des Außenministeriums mit dem Zuständigkeitsbereich Nordafrika. Danach war er von 1966 bis 1968 Erster Sekretär an der Botschaft in Thailand. Er wurde 1969 Botschaftsrat in Mali, bis er 1972 in der gleichen Funktion nach Syrien wechselte. Anschließend war er von 1975 bis 1977 als Sonderbeauftragter (chargé de mission) des Premierministers tätig. Maurice Courage wirkte von 1977 bis 1979 als Botschafter Frankreichs in der Demokratischen Volksrepublik Jemen. Von 1975 bis 1977 vertrat er sein Land als Botschafter in Mauretanien. Dann war er von 1982 bis 1984 als Botschafter in Niger tätig. Er erhielt 1983 den Rang eines Ministre plénipotentiaire. Seine letzte Station als französischer Botschafter war von 1984 bis 1990 im Irak. Im Jahr 1990 bekam er den Titel eines Ministre plénipotentiaire der Sonderklasse (hors classe) und ging in den Ruhestand.
Maurice Courage war verheiratet und hatte drei Kinder. Er starb im Alter von 95 Jahren in seinem Geburtsort Chazelles-sur-Lyon.

## Ehrungen
- Offizier der Ehrenlegion
- Offizier des Ordre national du Mérite
- Ritter des Ordens vom Schwarzen Stern[1]